# E201
La ruta europea E201 és una carretera que forma part de la Xarxa de carreteres europees. Comença a Cork i finalitza a Portlaoise, en direcció nord-sud. Té una longitud de 173 km. Travessa Irlanda.